# Claudio Mörth
Claudio Mörth (* 27. Oktober 2000) ist ein österreichischer Skispringer.

## Werdegang
Claudio Mörth, dessen Bruder Francisco ebenfalls Ski springt, startete erstmals am 4. März 2017 bei einem Wettbewerb im Skisprung-Alpencup in Hinterzarten, wo er den 17. Platz belegte. Nach weiteren Wettbewerbsteilnahmen am Alpencup startete Mörth fast zwei Jahre später am 12. und 13. Januar 2019 in Zakopane zum ersten Mal im FIS Cup, wo er einen Wettbewerb gewann und einmal den vierten Platz belegte.
Am 16. und 17. August 2019 debütierte Mörth schließlich in Frenštát pod Radhoštěm im Continental Cup, wo er zweimal den neunten Platz belegte und damit direkt seine ersten Continental-Cup-Punkte holte. Eine Woche später startete Mörth am 23. und 24. August 2019 in Hakuba erstmals im Grand Prix. Hier belegte er die Plätze 34 und 30 und holte damit seinen ersten Grand-Prix-Punkt. Die Saison schloss er damit mit einem Punkt auf Platz 73 ab.
Für die Saison 2019/20 ist Mörth Teil des österreichischen B-Kaders.

## Statistik

### Grand-Prix-Platzierungen
| Saison | Platz | Punkte |
| ------ | ----- | ------ |
| 2019   | 073.  | 001    |